# 格林布什鎮區 (密西根州克林頓縣)
格林布什鎮區（英語：Greenbush Township）是位於美國密西根州克林頓縣的一個行政鎮區。

## 地方資料
格林布什鎮區的面積為91.82平方千米，當中陸地面積為91.12平方千米，而水域面積為0.70平方千米。根據2020年美國人口普查的數據，當地共有人口2143人，而人口密度為每平方千米23.34人。